# ウラルカリ
ウラルカリ（Uralkali）は、ロシア最大のカリ肥料製造会社。

## 概要
ソビエト連邦崩壊後の1993年に民営化された後も発展を続けてきた。2005年には隣国のベラルーシ唯一かつ最大のカリ肥料製造会社であるベラルーシカリと共同販売会社を設立。販売会社は肥料価格の高騰もあり急成長し、高い利益を得た。さらに2011年にロシアの鉱物肥料の製造を手掛ける会社であるシリビニト社を吸収合併し、世界第2位の肥料メーカーに成長した。しかしその後、ベラルーシカリとの間でビジネス上の不和が生じ始めた。
2012年、ウラルカリのバウムゲルトネル社長はベラルーシとのビジネス解消を協議するためベラルーシを訪問したが、バウムゲルトネルは訪問先でベラルーシ当局により職権乱用の容疑で逮捕された。ベラルーシ側はビジネスの解消と社長の解放を条件に、ウラルカリのオーナーが所有株を売却することを条件として提示したという。これを受けて、2013年12月にはオリガルヒの一員であるドミトリー・マゼピンが売却された株を入手し、ウラルカリを引き継ぐ形となった。
2022年3月9日、ウラルカリの会長となったドミトリー・マゼピンはロシアによるウクライナ侵攻に伴い、欧州連合の制裁対象者となった。「ロシア連邦政府の大きな収入源となる、経済部門での活動に従事している」ことが制裁の理由とされている。

## モータースポーツのスポンサーとして
2013年、ウラルカリの会長となったドミトリー・マゼピンは、ウラルカリを息子のニキータ・マゼピンが出場するモータースポーツへのスポンサーとしても活用させた。ニキータは下位クラスのレースから順調にステップアップし、2019年にフォーミュラ2、2021年には世界最高峰の自動車競技であるフォーミュラ1への出走を果たした。ニキータが所属していたハースF1チームの車体に貼られたウラルカリのロゴは特に注目を集めた。
2022年もニキータはウラルカリのバックアップのもと、ハースF1チームから出走する予定であったが、同年2月24日にロシアによるウクライナ侵攻が始まった。合同テストに出走していたチームは、侵攻翌日にはウラルカリのステッカーを車体から外し、3月5日までにウラルカリとのスポンサー契約と、ニキータ・マゼピンとのドライバー契約を解除した。